# Влюблённые женщины (фильм, 1969)
«Влюблённые женщины» (англ. Women in Love) — британский кинофильм режиссёра Кена Рассела, вышедший на экраны в 1969 году. Экранизация одноимённого романа Д. Г. Лоуренса, который был издан в 1920 году ограниченным тиражом и вызвал бурю негодования у консервативной части английского общества, а в 1922 году состоялся громкий цензурный процесс над автором.
За свою актёрскую работу Гленда Джексон получила премию «Оскар», став первой актрисой, завоевавшей эту награду за роль, включающую эротические сцены.

## Сюжет
В фильме рассказывается история двух сестёр Гудрун и Урсулы, жаждущих страстей, и их любимых мужчин Джеральда и Руперта, разочаровавшихся в жизни и в женщинах. Фильм полон откровенных эротических сцен, некоторые эпизоды сюрреалистичны.
Самая известная сцена — продолжительная борьба героев Алана Бейтса и Оливера Рида полностью обнажёнными. Согласно IMDb, актёры поначалу отказывались сниматься в этой сцене, так как, будучи полностью обнажёнными, боялись нанести друг другу увечья, но режиссёр сказал, что никакого ограничения на хронометраж сцены не будет, репетиций и дублей тоже и они могут вести себя как угодно, потом сцена будет выстроена в монтажной. По словам Рида, на съёмках данной сцены он был пьян. Из-за этой сцены фильм получил рейтинг X в Великобритании и стал первым фильмом «большого» кино, в котором была показана мужская нагота (вместе с фильмом Хаскелла Уэкслера «Холодным взором», вышедшим на экраны в том же году).

## В ролях
- Алан Бейтс — Руперт Биркин
- Оливер Рид — Джеральд Крич
- Гленда Джексон — Гудрун Бренгвен
- Дженни Линден — Урсула Бренгвен
- Элинор Брон — Гермиона Роддис
- Алан Уэбб — Томас Крич
- Владек Шейбал[англ.] — Лёрке
- Кэтрин Уиллмер — миссис Крич
- Фиби Николлс[англ.] — Уинифред Крич
- Майкл Гоф — мистер Бренгвен

## Награды и номинации
- 1970 — 11 номинаций на премию BAFTA: лучший фильм, лучший режиссёр (Кен Рассел), лучший сценарий (Ларри Крамер), лучшая мужская роль (Алан Бейтс), лучшая женская роль (Гленда Джексон), лучший дебют в главной роли (Дженни Линден), лучшая операторская работа (Билли Уильямс), лучшая музыка (Жорж Делерю), лучшая работа художника (Лучана Арриги), лучшие костюмы (Ширли Рассел), лучший саундтрек (Терри Роулингс).
- 1970 — премия Нью-Йоркского общества кинокритиков за лучшую женскую роль (Гленда Джексон).
- 1971 — премия «Оскар» за лучшую женскую роль (Гленда Джексон), а также три номинации: лучший режиссёр (Кен Рассел), лучшая операторская работа (Билли Уильямс), лучший адаптированный сценарий (Ларри Крамер).
- 1971 — премия «Золотой глобус» за лучший англоязычный иностранный фильм, а также две номинации: лучший режиссёр (Кен Рассел), лучшая женская роль в драматическом фильме (Гленда Джексон).
- 1971 — премия Национального совета кинокритиков США за лучшую женскую роль (Гленда Джексон), а также включение в десятку лучших фильмов года.